# Ripley (televíziós sorozat)
A Ripley 2024-es amerikai neo-noir pszichothrillersorozat, amelyet Steven Zaillian írt, rendezett és készített, Patricia Highsmith A tehetséges Mr. Ripley című regénye alapján. A főbb szerepekben Andrew Scott, Dakota Fanning, Johnny Flynn, Eliot Sumner és Margherita Buy és Maurizio Lombardi látható.
Az Amerikai Egyesült Államokban és Magyarországon 2024. április 4-én mutatta be a Netflix.
A 76. Primetime Emmy-díjátadón a sorozat 14 jelölést kapott, köztük a Legjobb minisorozat vagy antológiasorozat kategóriában, valamint színészi jelöléseket is kapott Scott és Fanning. Végül 4 díjat nyert el, köztük a Legjobb rendezés díjat, amelyet Zaillian kapott. A sorozat ezen felül Peabody-díjat is nyert.

## Ismertető
1961-ben, New Yorkban Tom Ripley egy lecsúszott szélhámos. Egy gazdag férfi – mit sem sejtve Tom valódi helyzetéről – megbízza, hogy utazzon el Olaszországba, és győzze meg tékozló fiát, hogy térjen haza. Ám amikor Tom megismerkedik Dickie Greenleaf kényelmes és gondtalan életével külföldön, az események olyan irányt vesznek, amely a megtévesztés, csalás és gyilkosságok bonyolult világába vezeti őt.

## Szereplők

### Főszereplők
| Szerep           | Színész           | Magyar hang        |
| ---------------- | ----------------- | ------------------ |
| Tom Ripley       | Andrew Scott      | Varju Kálmán       |
| Marge Sherwood   | Dakota Fanning    | Földes Eszter      |
| Dickie Greenleaf | Johnny Flynn      | Brasch Bence       |
| Freddie Miles    | Eliot Sumner      | Fáncsik Roland     |
| Signorina Buffi  | Margherita Buy    |                    |
| Pietro Ravini    | Maurizio Lombardi | Ifj. Fillár István |

### Mellékszereplők
| Szerep             | Színész          | Magyar hang      |
| ------------------ | ---------------- | ---------------- |
| Herbert Greenleaf  | Kenneth Lonergan | Mihályfi Balázs  |
| Emily Greenleaf    | Ann Cusack       | Ősi Ildikó       |
| Alvin McCarron     | Bokeem Woodbine  | Schneider Zoltán |
| Max Yoder          | Louis Hofmann    | Csémy Balázs     |
| Edward T. Cavanagh | Fisher Stevens   | Kapácsy Miklós   |
| Reeves Minot       | John Malkovich   | Mertz Tibor      |

### Magyar változat
- Magyar szöveg: Gáspár Bence
- Hangmérnök: Mihályfi Kristóf
- Vágó: Simkóné Varga Erzsébet
- Gyártásvezető: Hódos Edina
- Szinkronrendező: Bercsényi Péter
- Produkciós vezető: Hagen Péter

A szinkront a Mafilm Audio Kft. készítette.

## Epizódok
| Sor. | Év. | Cím                                                   | Rendező         | Író             | Premier          |
| ---- | --- | ----------------------------------------------------- | --------------- | --------------- | ---------------- |
| 1.   | 1.  | I. Nehéz magát megtalálni (I A Hard Man to Find)      | Steven Zaillian | Steven Zaillian | 2024. április 4. |
| 2.   | 2.  | II. Az izgalmasság hét cselekedete (II Seven Mercies) | Steven Zaillian | Steven Zaillian | 2024. április 4. |
| 3.   | 3.  | III. Sommerso (III Sommerso)                          | Steven Zaillian | Steven Zaillian | 2024. április 4. |
| 4.   | 4.  | IV. La Dolce Vita (IV La Dolce Vita)                  | Steven Zaillian | Steven Zaillian | 2024. április 4. |
| 5.   | 5.  | V. Lucio (V Lucio)                                    | Steven Zaillian | Steven Zaillian | 2024. április 4. |
| 6.   | 6.  | VI. Nehéz tárgy (VI Some Heavy Instrument)            | Steven Zaillian | Steven Zaillian | 2024. április 4. |
| 7.   | 7.  | VII. Kegyetlen szórakozás (VII Macabre Entertainment) | Steven Zaillian | Steven Zaillian | 2024. április 4. |
| 8.   | 8.  | VIII. Narcissus (VIII Narcissus)                      | Steven Zaillian | Steven Zaillian | 2024. április 4. |

## A sorozat készítése
2019. szeptember 25-én bejelentették, hogy Andrew Scott alakítja Tom Ripleyt a  sorozatban, amely Patricia Highsmith A tehetséges Mr. Ripley-regényei alapján készül. A Showtime nyolcrészes sorozatot rendelt meg, amelyet Steven Zaillian ír és rendez, ő maga vitte az ötletet a csatornához. Zaillian elmondta, hogy a történet sorozatként való adaptálása lehetőséget adott arra, hogy hűségesebb maradjon Highsmith művének történetéhez, hangulatához és finomságaihoz. „Próbáltam úgy közelíteni az adaptációhoz, ahogy azt elképzelésem szerint ő maga is tette volna.” Zaillian vezető producerként is közreműködik, Garrett Basch, Guymon Casady, Ben Forkner, Sharon Levy és Philipp Keel mellett, míg Andrew Scott producerként is részt vesz a munkában. A sorozatot a Showtime és az Endemol Shine North America koprodukciójában készítették, az Entertainment 360 és a Filmrights közreműködésével.

### Szereplőválogatás
A Scott által alakított Tom Ripley szerepét 2019 szeptemberében jelentették be. Johnny Flynn 2020 januárjában csatlakozott a stábhoz Dickie Greenleaf szerepében, míg Dakota Fanning 2021 márciusában kapta meg Marge Sherwood szerepét. Eliot Sumner 2021 decemberében csatlakozott a sorozathoz egy mellékszerepben. John Malkovich, aki korábban Ripley szerepét játszotta a Ripley és a maffiózók című filmben, ezúttal Reeves Minot szerepét kapta, egy mellékszereplőt Highsmith későbbi Ripley-regényeiből.
Scott a Ripley-alakításáról így nyilatkozott: „Nem játszhatom el azokat a véleményeket vagy előítéleteket, amiket mások már kialakítottak Tom Ripleyről… Bátornak kellett lennem, hogy egy saját verziót hozzak létre, és saját értelmezést adjak a karakternek… Ez egy nagyon nehéz szerep volt. Szellemileg és fizikailag is megterhelőnek éreztem.” A Ripley által elkövetett tettek megértéséről így fogalmazott: „Bizonyos dolgokat meg tudok érteni, de másokat… néha épp az üresség az, amit nehéz megérteni és átélni.”

### Forgatás
A forgatás eredetileg Olaszországban kezdődött volna 2020 szeptemberében, de a koronavírus-világjárvány miatt 2021-re halasztották. A sorozat mind a nyolc epizódjának operatőre Robert Elswit volt, aki Arri Alexa LF digitális kamerákkal dolgozott. A sorozat fekete-fehérben készült. Az egyetlen színes elem a sorozatban az ötödik epizód végén látható vörös, véres macskanyomok a lépcsőn. Zaillian így indokolta a döntést: „Az íróasztalomon lévő Ripley-könyv borítóján egy hangulatos fekete-fehér fénykép volt. Írás közben ezt a képet tartottam a fejemben. A fekete-fehér tökéletesen illik ehhez a történethez – és gyönyörű is.”